# Georgische Droom
Georgische Droom - Democratisch Georgië (Georgisch: ქართული ოცნება – დემოკრატიული საქართველო, Kartoeli Otsneba – Demokratioeli Sakartvelo) is een politieke partij in Georgië. De partij werd in 2011 opgericht door multimiljardair Bidzina Ivanisjvili en staat sinds 2012 als politieke partij geregistreerd.
Georgische Droom is een zogeheten 'big tent' partij die van oorsprong verschillende interne stromingen kent waaronder sociaaldemocratie, marktliberalisme en sociaalconservatisme met een pro-Europese houding. Vanaf medio 2020 dreef de partij af van de centrumlinkse oriëntatie en profileerde zich feitelijk steeds meer als rechts-conservatieve illiberale partij, naar het voorbeeld van het Hongaarse Fidesz van Viktor Orbán, waarbij het zich tegen het westen afzette, ondanks een formeel uitgedragen pro-EU standpunt.
De partij kwam in het najaar van 2012 aan de macht door de eerste per stembus afgedwongen machtswisseling in Georgië en won daarna meerdere verkiezingen op rij.

## Geschiedenis

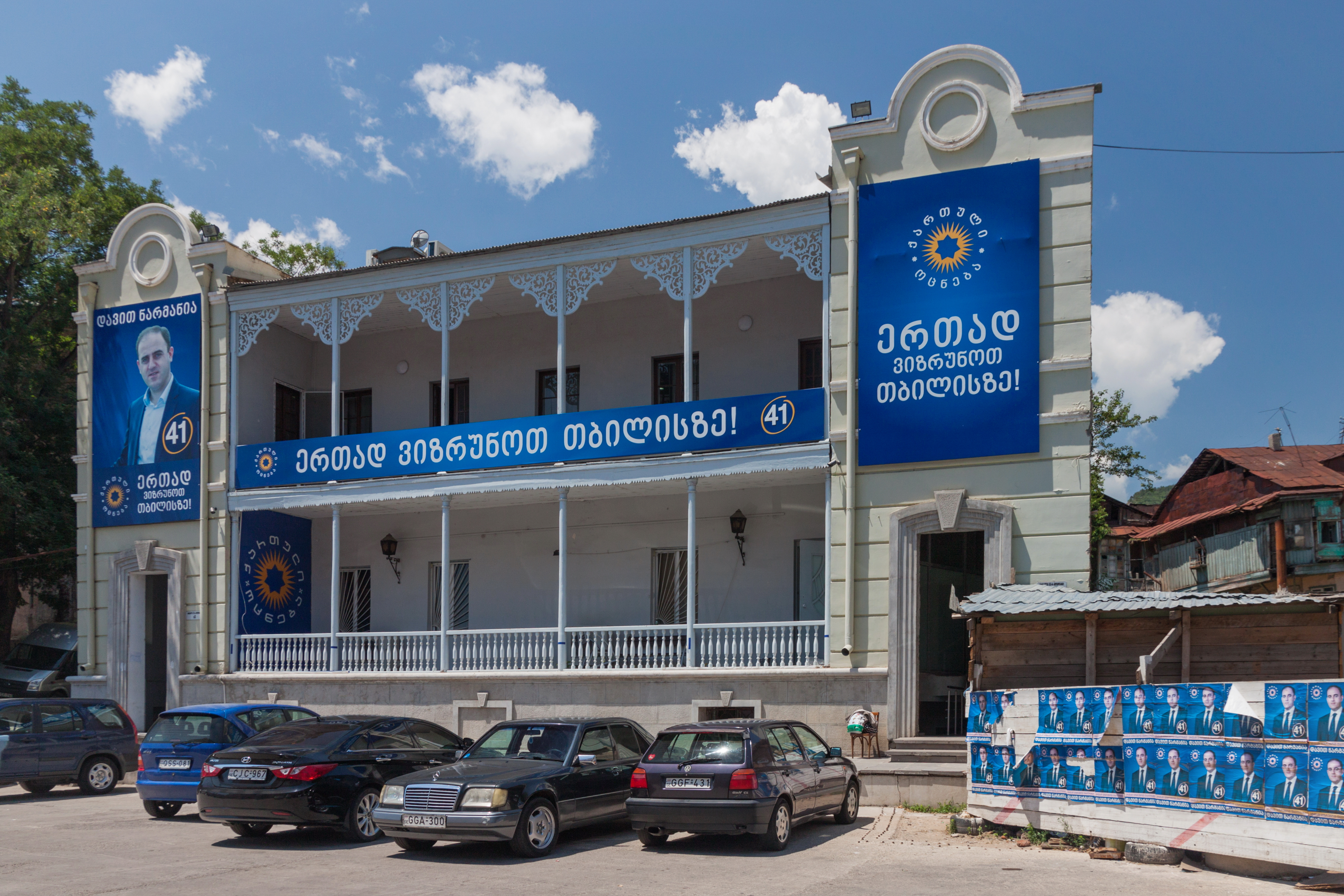
Partijkantoor in het centrum van Tbilisi.

Gedurende de tweede termijn van president Saakasjvili (2008-2013) nam de burgerlijke onvrede over zijn regering toe door onder andere autoritaire trekken en misbruik van het rechtssysteem. In mei 2011 vond er een nieuwe protestgolf plaats waarbij het tot een confrontatie kwam tussen demonstranten en de politie. In dezelfde periode sprak de publieksschuwe multimiljardair en filantroop Bidzina Ivanisjvili zich voor het eerst publiekelijk uit tegen de regering Saakasjvili en kondigde enkele maanden later zijn plannen in de Georgische politiek aan.

### Oprichting
Op 11 december 2011 lanceerde Ivanisjvili zijn burgerbeweging Georgische Droom, met de intentie deze om te vormen naar een politieke partij. Zijn Franse staatsburgerschap was hierbij een obstakel, nadat de autoriteiten zijn Georgische nationaliteit in hadden getrokken toen hij aankondigde in de politiek te stappen. Het gevolg was een slepend juridisch en politiek getouwtrek om zijn Georgische nationaliteit. Ivanisjvili betrok de liberale oppositiepartijen Vrije Democraten en Republikeinse Partij bij zijn beweging, als partners op weg naar de parlementsverkiezingen van oktober 2012. Op 21 april 2012 werd de partij Georgische Droom officieel gelanceerd.
Ivanisjvili beloofde bij het oprichtingscongres onder meer de landbouw nieuw leven in te blazen, de afschaffing van inkomstenbelasting voor minima, een basiszorgverzekering voor iedere burger en de voortzetting van de Euro-Atlantische integratie in combinatie met het "normaliseren" van de relatie met Rusland. Advocate Manana Kobachidze werd de eerste partijvoorzitter omdat het Georgische staatsburgerschap van Ivanisjvili nog niet hersteld was. In het eerste bestuur van de partij kwamen onder andere politicus en diplomaat Tedo Dzjaparidze, schaakgrootmeester Zoerab Azmaiparasjvili, schrijver Goeram Odisjaria en de voormalige ombudsman Sozar Soebari. In juli 2012 werd de jongerenafdeling opgericht.

### Coalitieregering 2012-2016
Het coalitieverbond van Georgische Droom met vijf andere partijen kreeg bij de parlementsverkiezingen van 2012 53,5% van de stemmen en won daarmee 85 van de 150 zetels in het parlement. In het gemengde kiesstelsel werden hiervan 44 zetels op basis van evenredige vertegenwoordiging gewonnen en 41 in enkelvoudige disticten. De overige 65 parlementszetels gingen naar de regerende Verenigde Nationale Beweging van president Micheil Saakasjvili, waarmee na bijna negen jaar een einde kwam aan zijn regering. De overwinning van de Georgische Droom markeerde de eerste vreedzame en democratische machtswissel in Georgië sinds de onafhankelijkheid. De internationale gemeenschap reageerde positief op deze ontwikkelingen.
De verkiezingen betekenden ook het begin van de transformatie van een presidentieel naar een parlementair systeem dat voltooid zou worden met de presidentsverkiezing in 2013. Ivanisjvili verzocht president Saakasjvili vervroegd op te stappen om spanningen door cohabitation te voorkomen, maar Saakasjvili diende zijn niet-herkiesbare termijn tot oktober 2013 uit. Als gevolg van zijn naturalisatie tot Georgisch staatsburger, die inmiddels plaats had gevonden, kon Ivanisjvili premier worden van de nieuwe regering met kabinetsleden uit de coalitie. Kort na het aantreden van de nieuwe regering werd een massa-amnestie verleend aan gevangenen en begon Georgische Droom met de vervolging van voormalige bestuurders van de Verenigde Nationale Beweging.
Na de presidentsverkiezingen van 2013, die werden gewonnen door de Georgische Droom kandidaat Giorgi Margvelasjvili, trad Ivanisjvili terug als premier en volgde Irakli Garibasjvili hem op. Garibasjvili had carrière gemaakt binnen Ivanisjvili's zakelijk conglomeraat en zijn filantropische Cartu stichting. In juni 2014 werd het associatie- en vrijhandelsverdrag met de Europese Unie getekend. De onderhandelingen daarover waren al onder Saakasjvili gestart, maar een ordentelijk verloop van de stembusgang in 2012 en een vreedzame machtsoverdracht indien van toepassing waren een voorwaarde voor de afronding van het verdrag. In het najaar van 2014 kwamen scheuren in de coalitie van Georgische Droom en verlieten de liberale Vrije Democraten van defensieminister Irakli Alasania de regering. Justitieminister Tea Tsoeloekiani bleef aan en maakte de overstap van de Vrije Democraten naar Georgische Droom. In december 2015 werd Giorgi Kvirikasjvili de derde premier in dezelfde regeerperiode. Net als zijn voorganger Garibasjvili kwam hij uit het zakelijk imperium van Ivanisjvili. In opmaat naar de verkiezingen van oktober 2016 kondigden Georgische Droom en de liberale Republikeinse Partij aan dat ze apart de verkiezingen in zouden gaan, waarmee de Georgische Droom coalitie uit elkaar viel.

### Tweede termijn: Consolidatie (2016-2020)
Premier Kvirikasjvili voerde de Georgische Droom in de parlementsverkiezingen van 2016 naar een nieuwe overwinning. De partij veroverde 115 van de 150 zetels, een grondwettelijke meerderheid, die in Georgië 75 procent is. Geen van de voormalige coalitiepartners kwamen terug in het parlement. Georgische Droom kreeg met 48,7% relatief minder stemmen dan in 2012, maar het won bijna alle 73 districtszetels. De disproportionele verkiezingsuitslag, waarbij ook 19% van de stemmen verloren gingen doordat partijen de kiesdrempel van vijf procent niet haalden, resulteerde in de oproep het kiesstelsel te veranderen, dat het politieke discours jaren zou overheersen. Eind 2016 werd een brede constitutionele commissie samengesteld om in het voorjaar van 2017 met voorstellen te komen tot grondwetswijzigingen. Dit proces ontspoorde snel doordat de oppositie en het maatschappelijk middenveld de Georgische Droom ervan beschuldigde uit te zijn op machtsconsolidatie.
Zo werden voorstellen doorgedrukt om de directe presidentsverkiezing te vervangen door een kiescollege, het afschaffen van gezamenlijke kandidatenlijsten, waarbij een vijf procent kiesdrempel gehandhaafd bleef in een geheel evenredig kiestelsel en alle stemmen onder de kiesdrempel aan de winnaar toe te kennen. De Commissie van Venetië van de Raad van Europa was ontstemd over het negeren van haar aanbevelingen door de Georgische Droom en het eenzijdig en zonder consensus uitstellen tot 2024 van de overgang naar een geheel evenredig kiesstelsel in plaats van de oorspronkelijk beoogde invoering per 2020. Het debat over het kiesstelsel zou als rode draad de regeerperiode overheersen en werd een centraal thema in langdurige straatprotesten tegen de regering. In juni 2018 trad premier Kvirikasjvili af na onenigheid met partijvoorzitter Ivanisjvili over het economische beleid. Sommigen zagen in deze en andere vergelijkbare situaties patronen van informeel leiderschap van Ivanisjvili, als werkelijke leider van de regering zonder politieke verantwoording af te hoeven leggen. Minister van financiën Mamoeka Bachtadze volgde Kvirikasjvili op. In november 2018 werd Salome Zoerabisjvili namens Georgische Droom tot president gekozen, waarmee ze de eerste gekozen vrouwelijke president van Georgië werd en tevens ook de laatste direct gekozen president. De standaardtermijn van vijf jaar was eenmalig verhoogd naar zes jaar als overgang naar de nieuwe verkiezingsmethode die in 2024 in zou gaan.
Op 20 juni 2019 braken grootschalige protesten uit nadat een bezoekend Russisch Doema-lid, communist Sergei Gavrilov, in de voorzittersstoel van het Georgische parlement zitting nam en in het Russisch een toespraak hield. Dit gebeurde tijdens een bijeenkomst van de Interparlementaire Vergadering van Orthodoxe Christenen, waar het Georgische parlement op dat moment gastheer van was. Oppositiepolitici waren zeer ontstemd over deze actie, en riepen burgers op bij het parlement te demonstreren. Georgië beschouwt Rusland als bezetter van 20% van hun land en men vatte de actie van Gavrilov op als een provocatie van de bezettingsmacht. De politie beëindigde de protesten dezelfde nacht met traangas en rubberen kogels waarbij honderden gewonden vielen en twee jongeren hierdoor een oog kwijtraakten. Parlementsvoorzitter Irakli Kobachidze moest aftreden, als verantwoordelijke voor het optreden van Gavrilov. Rusland sanctioneerde het vliegverkeer tussen beide landen, vanwege "anti-Russische provocaties" van Georgische zijde. De maatregel werd pas in mei 2023 ingetrokken, wat onderdeel was van de openlijke toenadering tussen Rusland en Georgisch Droom en het Georgische negeren van de westerse sancties tegen Rusland in het kader van de Russische invasie van Oekraïne.
In september 2019 nam premier Bachtadze na 14 maanden ontslag, volgens hemzelf omdat zijn missie erop zat. Minister van Binnenlandse Zaken, Giorgi Gacharia werd gepromoveerd tot premier, wat op kritiek kwam te staan omdat hij als minister eindverantwoordelijk was voor de afloop van de demonstraties in juni. De anti-regeringsprotesten hielden de rest van 2019 aan waarbij vervroegde verkiezingen in een kiesstelsel met geheel evenredige vertegenwoordiging werden geëist. In maart 2020, ruim een half jaar voor de regulier geplande verkiezingen, werd door Amerikaanse diplomatieke bemiddeling een compromis bereikt tussen de Georgische Droom en de oppositie. De verkiezingen van 2020 zouden gehouden worden met een gereduceerd aantal enkelvoudige districten, namelijk 30 in plaats van 73, waarbij de overige 120 zetels verkozen zouden worden op basis van evenredige vertegenwoordiging van gesloten partijlijsten en een verlaagde kiesdrempel van een procent.

### Derde termijn: politieke crises en EU (2020-2024)

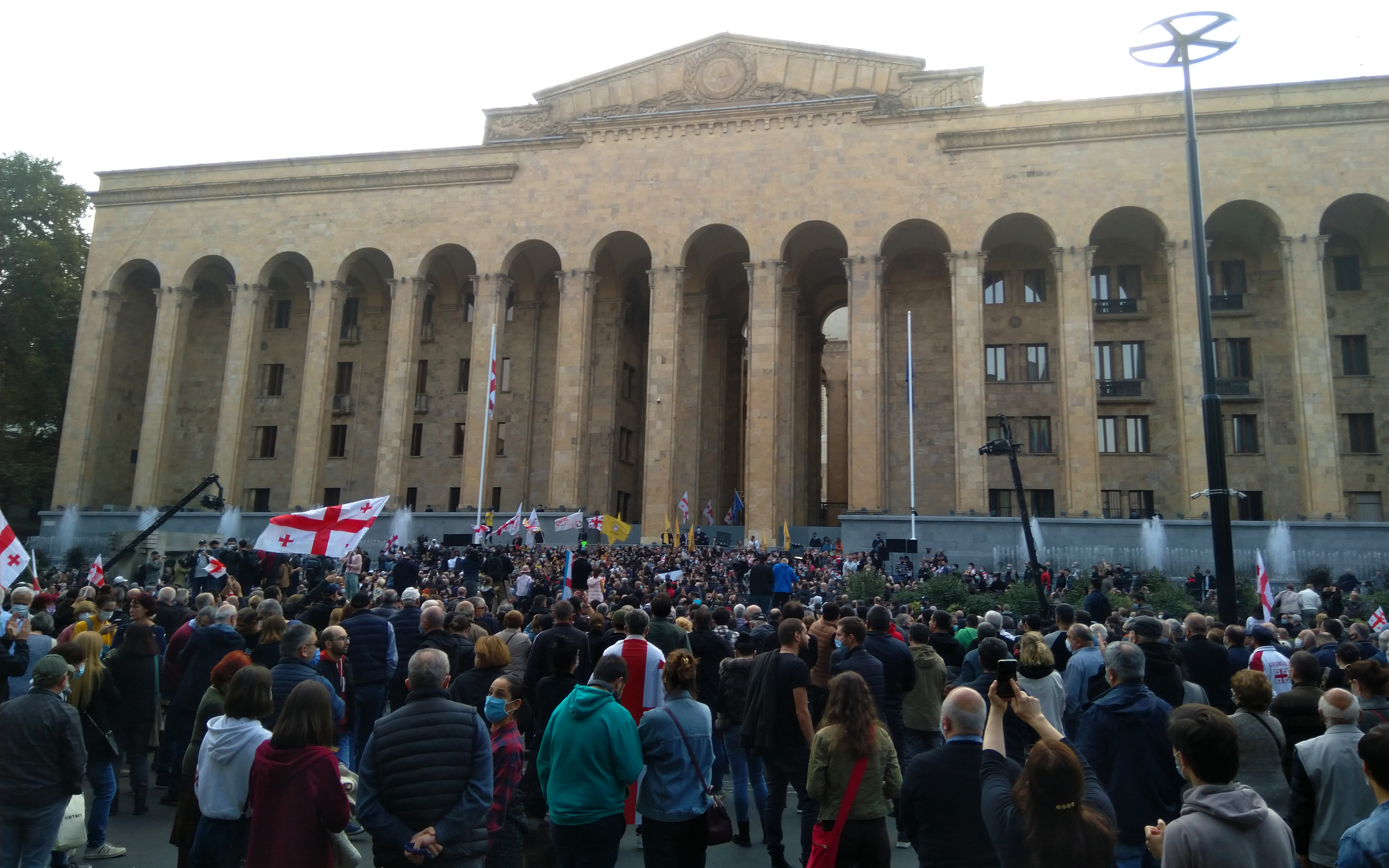
Demonstraties tegen het verloop van de verkiezingen in 2020

Ondanks de maatschappelijke druk tegen de regering won Georgische Droom de verkiezingen met ruim 48 procent van de stemmen, vergelijkbaar met vier jaar eerder. De partij behield met 90 zetels een ruime parlementaire meerderheid door alle dertig districtszetels te winnen. De oppositie uitte beschuldigingen van verkiezingsfraude, waarop een maandenlange politieke impasse volgde doordat de oppositie het parlement boycotte. De Europese Unie en de Amerikaanse diplomatie bemiddelden in het conflict. EU president Charles Michel overtuigde Georgische Droom in april 2021 een overeenkomst met de oppositie te tekenen om de macht te delen en waarin rechtstatelijke en democratische hervormingen werden afgesproken. De overeenkomst bevatte tevens een clausule waarin vervroegde verkiezingen afgesproken werden als de Georgische Droom bij de gemeenteraadsverkiezingen van oktober 2021 minder dan 43 procent van de stemmen zou behalen.
Een rechtbank gaf in februari 2021 opdracht oppositieleider Nika Melia van de Verenigde Nationale Beweging te arresteren. Premier Gacharia wilde dit niet voor zijn rekening nemen middenin de politieke crisis en nam ontslag. Hij werd opgevolgd door Irakli Garibasjvili, die ook tussen 2013 en 2015 premier was en te boek stond als een compromisloos leider. Gacharia begon kort daarop de partij Voor Georgië en nam zes parlementsleden van Georgische Droom mee met zijn initiatief. In juli 2021 trok Georgische Droom zich terug uit de overeenkomst met de oppositie, omdat een deel daarvan nog steeds niet meedeed aan de overeenkomst. De gemeenteraadsverkiezingen van oktober 2021 werden door Georgische Droom gewonnen, maar de partij verloor in verschillende gemeenten de macht.
In maart 2022 deed de regering onder publieke druk een aanvraag voor het lidmaatschap van de Europese Unie, nadat Oekraïne had aangekondigd dit te doen. Partijleider Kobachidze zei eerder nog dat de regering bij de oorspronkelijke tijdlijn zou blijven om in 2024 het EU lidmaatschap aan te vragen. De Europese Unie oordeelde een paar maanden later dat de regering eerst aan een twaalftal punten moest voldoen om de kandidaat-status te verwerven. Volgens sommigen was het oordeel te wijten aan de ondiplomatieke en polariserende retoriek van partijleiders en regering jegens de EU, de weinig meewerkende houding om belangrijke hervormingen zoals afgesproken in het associatieverdrag uit te voeren, en de invloed van Ivanisjvili op de regering en de overheidsinstanties. Dat laatste leidde in 2022 tot oproepen binnen Europese politieke geledingen om sancties te introduceren tegen Ivanisjvili.
Negen parlementsleden van Georgische Droom splitsten zich in de zomer en het najaar van 2022 af van de partij en gingen verder als 'Volkskracht' om volgens henzelf vrijelijk een anti-westers geluid te kunnen verkondigen, zonder daarbij de regeringspartij voor de wielen te rijden. Hierdoor verloor Georgische Droom de parlementaire meerderheid, maar de negen defectors bleven wel de regering steunen. Op 30 december 2023 kondigde de doorgaans publiciteitsschuwe Bidzina Ivanisjvili zijn terugkeer aan in de Georgische politiek, om de "regering te behoeden voor menselijke verleidingen". Hij werd op een partijbijeenkomst benoemd tot erevoorzitter van Georgische Droom. Op 29 januari 2024 nam premier Irakli Garibasjvili ontslag en werd tot voorzitter van de partij benoemd. Irakli Kobachidze, tot dan partijvoorzitter, volgde Garibasjvili op als premier.

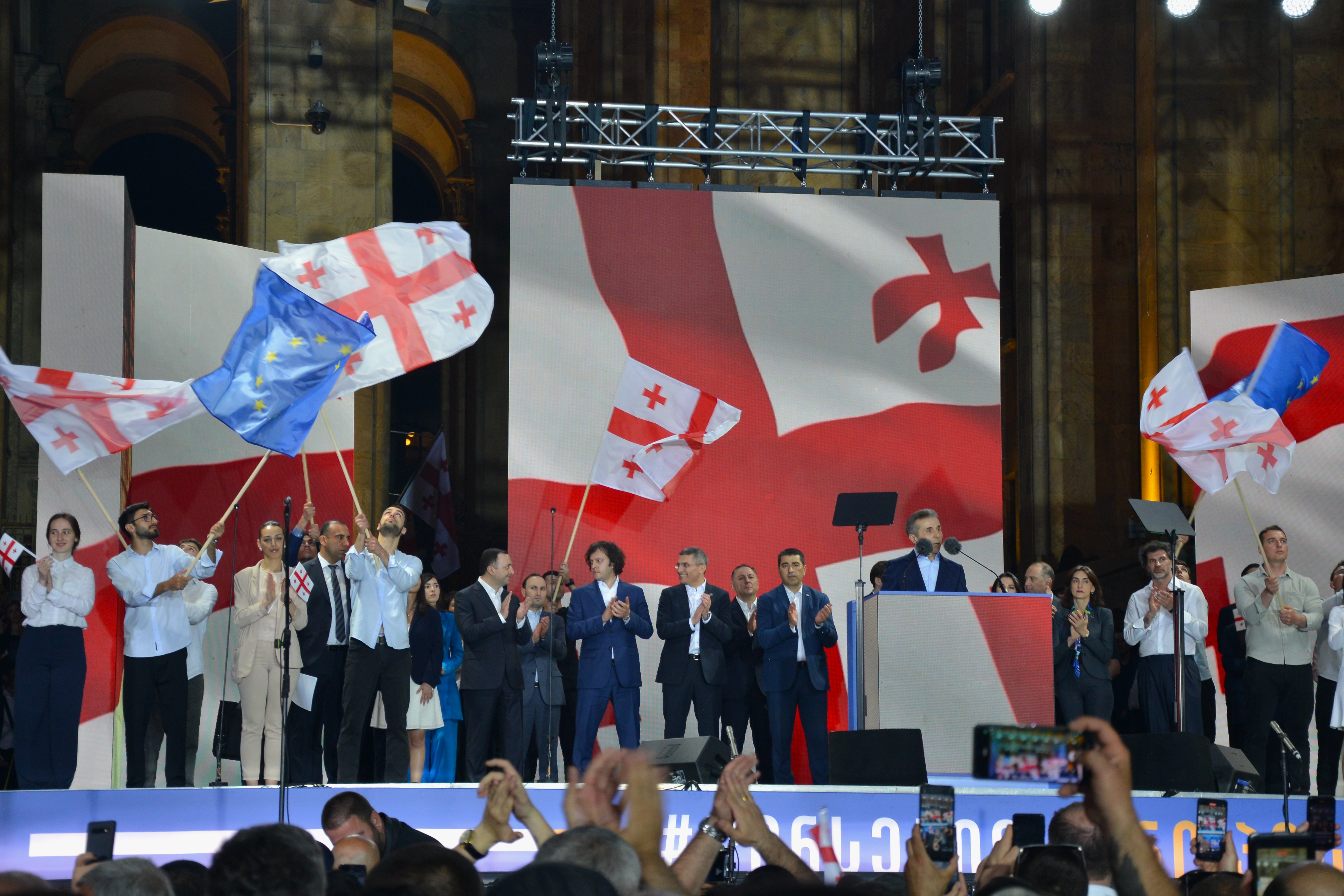
Ivanisjvili keerde terug naar de voorgrond (april 2024).

In april 2024 deed de partij een nieuwe poging de controversiële 'buitenlandse agent'-wet in te voeren. Een jaar eerder had ze het wetsvoorstel haastig teruggetrokken vanwege intense protesten en Europese waarschuwingen dat de wet tegen de EU-waarden ingaat. Ook bij de hernieuwde poging om deze wet in te voeren, die ngo's en onafhankelijke media beoogt te muilkorven, gingen duizenden de straat op in protest. In reactie hierop organiseerde de regering een promotie-evenement voor de noodzaak van deze wet, waar Ivanisjvili een antiwesterse toespraak hield en daarin politieke repressie aankondigde. De partij zette daarnaast een uitdrukkelijk sociaalconservatieve koers neer in aanloop naar de parlementsverkiezingen van oktober 2024.
In juni 2024 gingen de Verenigde Staten over tot sancties tegen tientallen parlementariërs van Georgische Droom en hun familieleden. Dit gebeurde naar aanleiding van de wetgeving die de partij had doorgevoerd en de Georgische democratie ondermijnen. Daarnaast speelde ook de toenemend vijandige, antiwesterse retoriek van Georgische Droom jegens haar westerse bondgenoten een rol en de Georgische Europese en Transatlantische relaties onder druk zette.

### Vierde termijn: machtsgreep (vanaf 2024)

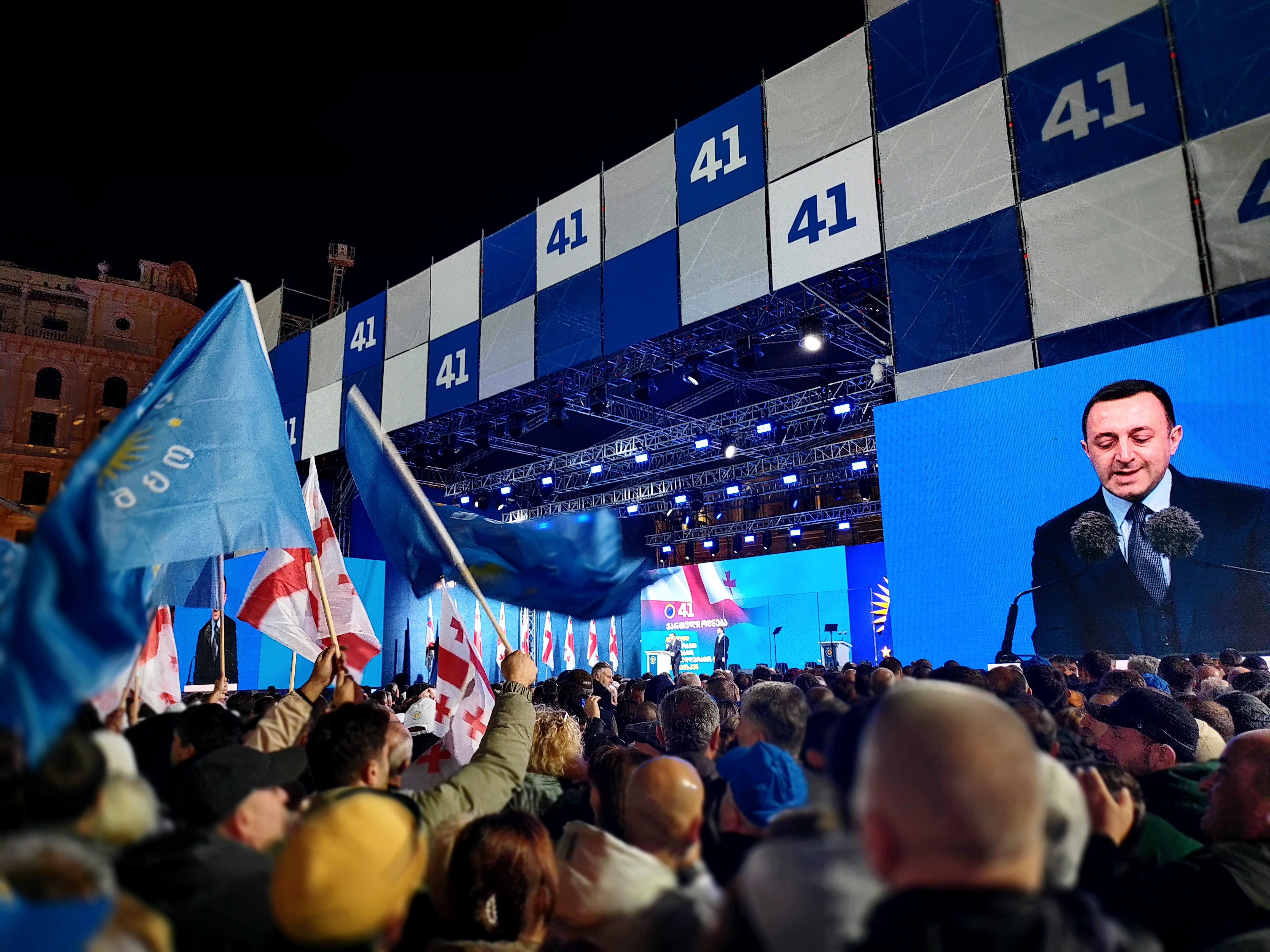
Campagne van Georgische Droom in Tbilisi in oktober 2024.

Georgische Droom claimde de zege in de betwiste parlementsverkiezing op 26 oktober 2024. Volgens de officiële uitslagen verkreeg de partij met 54% van de stemmen een meerderheid in het parlement in weerwil van de meeste peilingen. Internationale en lokale waarnemers stelden een grote mate van misstanden vast. President Zoerabisjvili erkende de verkiezingsuitslag niet en eiste nieuwe verkiezingen. De Verenigde Staten en Europese Unie eisten een onafhankelijk onderzoek naar de misstanden. Experts en data-analisten stelden een grote mate van statistische afwijking vast in de uitslagen in delen van het land. De verkozen oppositiepartijen stelden dat de verkiezing gestolen was en boycotten het parlement. Er werden grote demonstraties gehouden, waar nieuwe verkiezingen geëist werden.

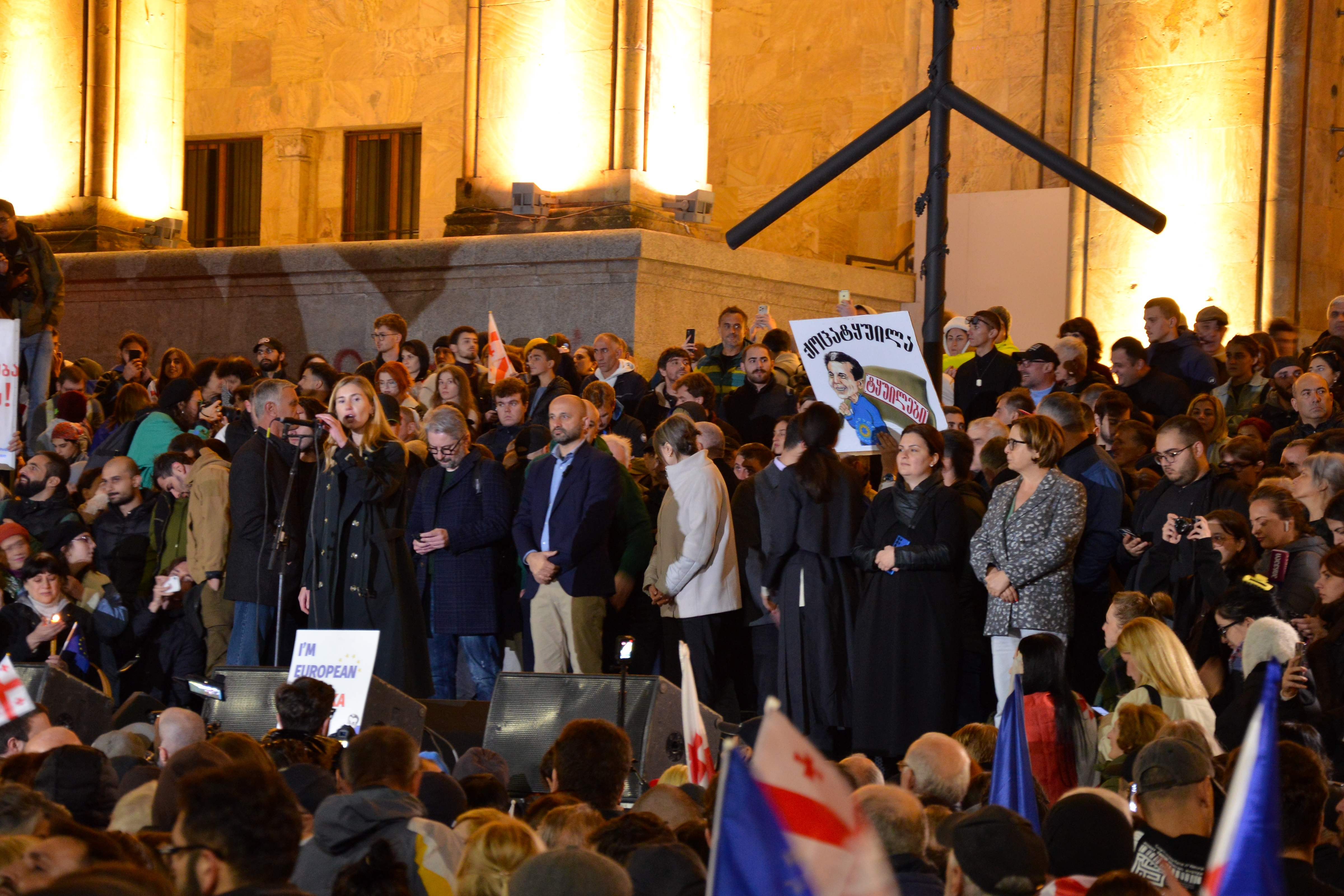
Oppositie demonstreert tegen de verkiezingsuitslag.

De president weigerde de inzegeningsvergadering van het parlement bijeen te roepen toen de centrale verkiezingsautoriteiten de definitieve uitslag tekenden. Georgische Droom hield deze vergadering vervolgens zelf op 25 november 2024, wat volgens Georgische grondwetsexperts tegen de grondwet in zou gaan, omdat de president de enige is die deze vergadering kan beleggen. Het nieuwe, door de president en oppositie als illegaal bestempelde, parlement begon vervolgens de procedure voor de verkiezing van de nieuwe president.
De termijn van Zoerabisjvili verliep in december 2024. Georgische Droom schoof op 27 november 2024 parlementslid en oud-voetballer Micheil Kavelasjvili naar voren als kandidaat-president van Georgië. De verkiezing werd op 14 december 2024 gezet, met de inhuldiging op 29 december daaropvolgend. Kavelasjvili was de enige kandidaat en werd unaniem door het kiescollege gekozen. President Zoerabisjvili noemde de gang van zaken illegaal. Ze stelde dat zij het enige overgebleven legitieme instituut in het land vertegenwoordigde.
Op 5 februari 2025 werden de zetels van van 49 oppositieleden ingetrokken op hun eigen verzoek. Vanuit de Georgische Droom fractie werden in reactie daarop twee pseudo-oppositie fracties gevormd. De parlementsleden van de anti-westerse Volkskracht, die via de lijst van Georgische Droom waren verkozen, begonnen hun eigen oppositiefractie. Daarnaast begonnen drie leden van Georgische Droom de oppositiefractie 'Europese Socialisten'. Georgische Droom had in de campagne de verkiezingsbelofte gedaan het politiek stelsel weer gezond te maken met een gezonde oppositie, waarbij de partij geen ruimte zag voor de bestaande (pro-westerse) oppositie. Hiertoe werd de commissie-Tsoeloekiani opgericht, die onderzoek deed naar de vermeende misdaden van de vorige regering in 2003-2012, om aan de hand van de resultaten oppositiepartijen te vervolgen en te verbieden.
Op 25 april 2025 legde Garibasjvili na aanhoudende geruchten zijn partijvoorzitterschap neer en verliet de politiek. Hij zei een carrière in het bedrijfsleven te ambiëren. Premier Kobachidze werd benoemd als zijn opvolger.

## Verkiezingen
Hieronder een overzicht van de landelijke verkiezingsuitslagen voor de partij. In 2012 vormde de Georgische Droom de spil van het verkiezingsblok met dezelfde naam waarin nog vijf partijen deelnamen: Vrije Democraten, Republikeinse Partij van Georgië, Conservatieve Partij van Georgië, Industrie Zal Georgië Redden en Nationaal Forum. In latere verkiezingen was er geen sprake van een formele electorale alliantie, maar werden wel kandidaten van andere partijen op de lijst gezet, zoals van de Groene Partij van Georgië (2016) en Volkskracht (2024). Deze laatste partij is een afsplitsing van Georgische Droom.
Tot en met de verkiezingen van 2020 was een gemengd kiesstelsel van toepassing, met een stem op een gesloten partijlijst voor de evenredige vertegenwoordiging en een stem op een kandidaat in enkelvoudig kiesdistricten. Vanaf 2024 was er een geheel evenredig kiestelsel met een kiesdrempel van vijf procent en waren er geen districtszetel te verdelen.
| 2012                     | Bidzina Ivanisjvili  | 41 | 1.184.612 | 54,97 | (1) | 44 | 41 | 85 / 150  | Nieuw | Regerend | Kieslijst met vijf andere (kleine) partijen.                        |
| 2016                     | Giorgi Kvirikasjvili | 41 | 857.394   | 48.65 | (1) | 44 | 71 | 115 / 150 | 30    | Regerend | Constitutionele meerderheid van > 75%                               |
| 2020                     | Giorgi Gacharia      | 41 | 928.004   | 48,22 | (1) | 60 | 30 | 90 / 150  | 25    | Regerend | In 2021 en 2022 verlieten 15 leden de fractie.                      |
| 2024                     | Bidzina Ivanisjvili  | 41 | 1.120.053 | 53,93 | (1) | 89 | -  | 89 / 150  | 1     | Regerend | Elf parlementsleden verlieten GD in december 2024 en februari 2025. |
| Bronnen: CESKO, Publika. |                      |    |           |       |     |    |    |           |       |          |                                                                     |

### Premiers van Georgische Droom

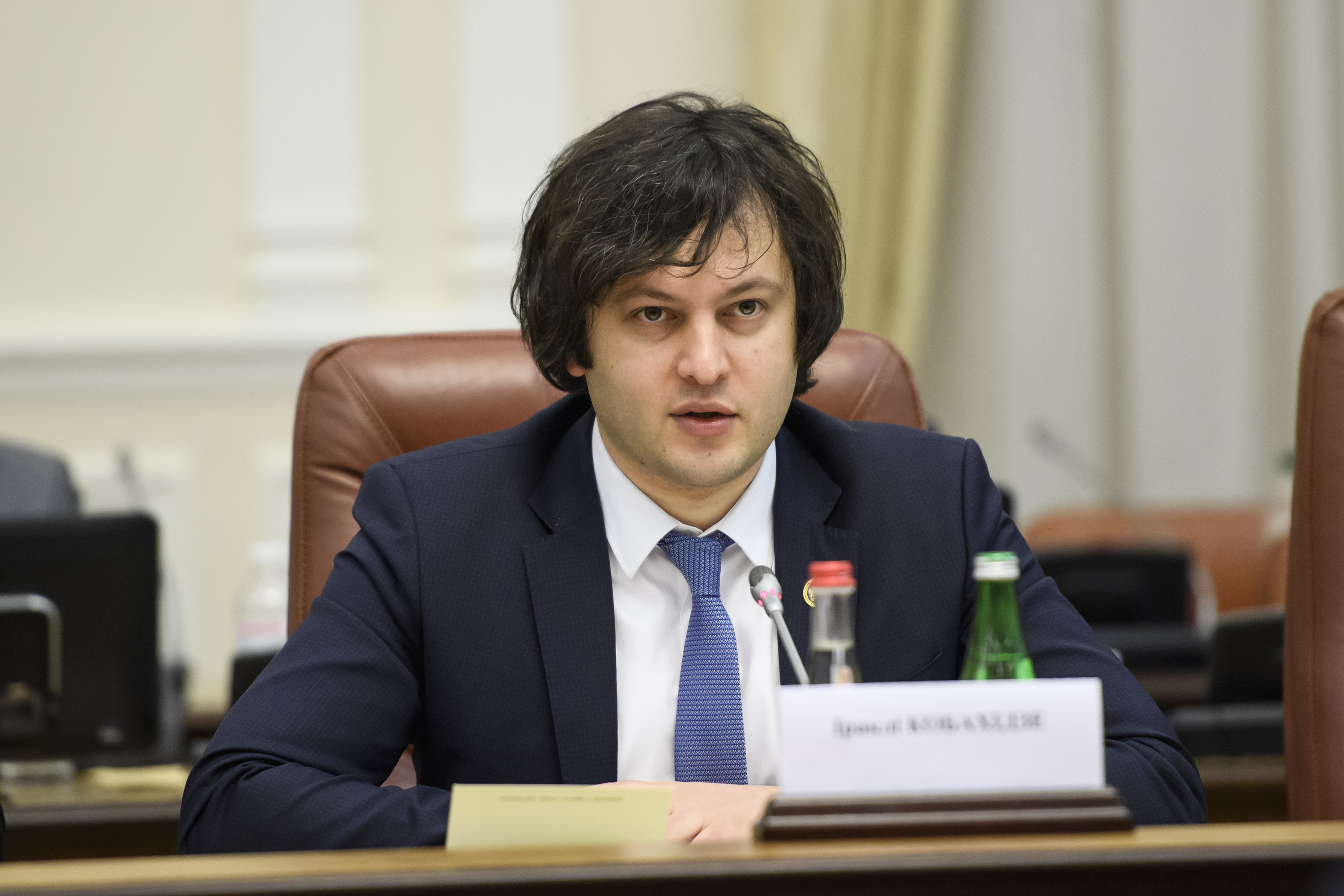
Premier Irakli Kobachidze

Sinds de verkiezingen van 2012 heeft Georgische Droom de volgende premiers geleverd.
| Naam                 | Van              | Tot              |
| -------------------- | ---------------- | ---------------- |
| Bidzina Ivanisjvili  | 25 oktober 2012  | 20 november 2013 |
| Irakli Garibasjvili  | 20 november 2013 | 30 december 2015 |
| Giorgi Kvirikasjvili | 30 december 2015 | 13 juni 2018     |
| Mamoeka Bachtadze    | 20 juni 2018     | 2 september 2019 |
| Giorgi Gacharia      | 8 september 2019 | 18 februari 2021 |
| Irakli Garibasjvili  | 22 februari 2021 | 29 januari 2024  |
| Irakli Kobachidze    | 8 februari 2024  |                  |

### Presidenten namens Georgische Droom

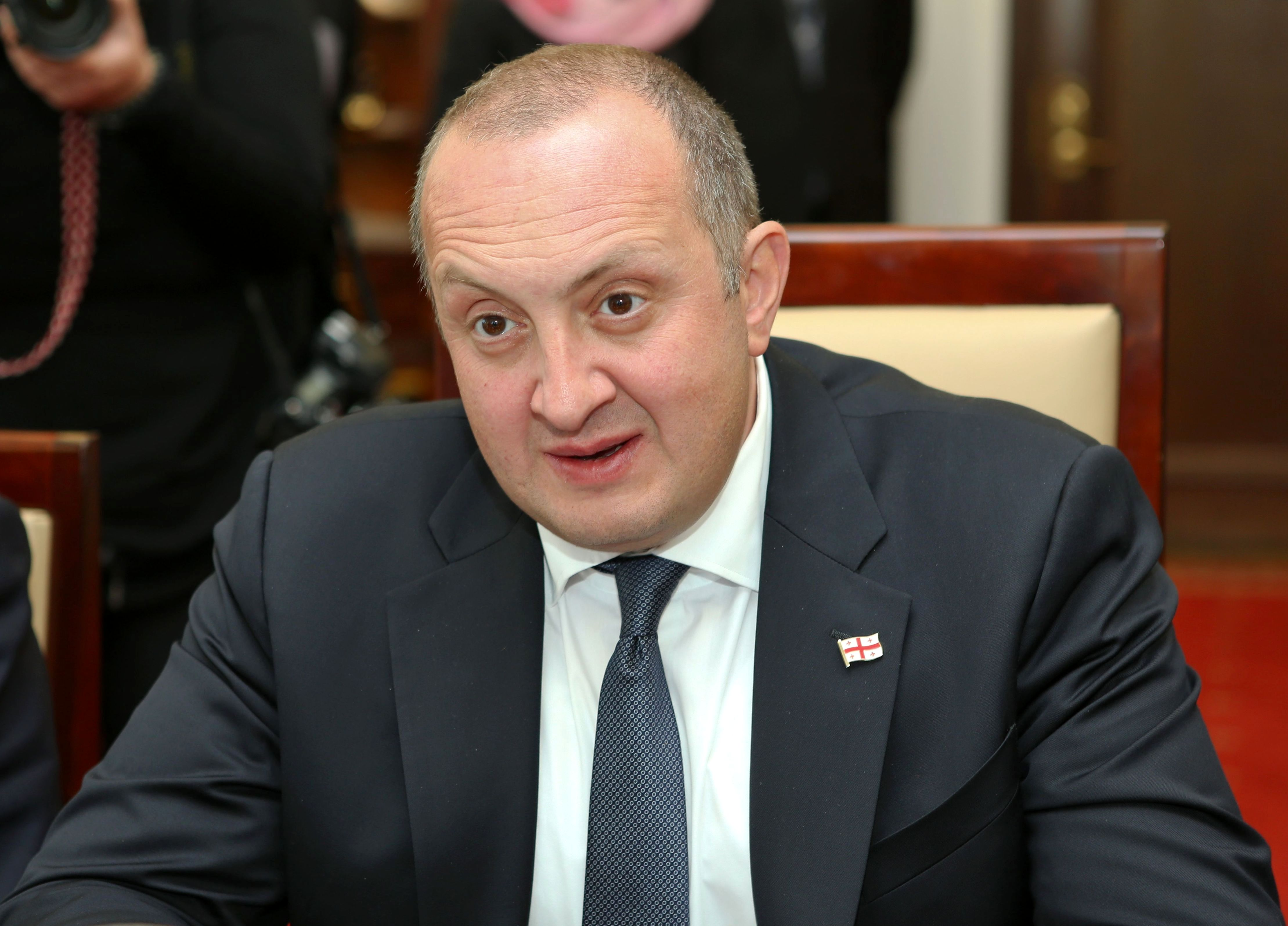
President Giorgi Margvelasjvili (2013-2018)

Georgische Droom heeft de volgende presidenten gesteund in hun verkiezing. Zowel Giorgi Margvelasjvili als Salome Zoerabisjvili waren geen lid van de partij, maar werden in hun kandidatuur door de Georgische Droom gesteund. Micheil Kavelasjvili werd door Georgische Droom genomineerd. Hij was op dat moment lid van Volkskracht, een afsplitsing van Georgische Droom.
| Verkiezing | Naam                  | Van              | Tot              |
| ---------- | --------------------- | ---------------- | ---------------- |
| 2013       | Giorgi Margvelasjvili | 17 november 2013 | 16 december 2018 |
| 2018       | Salome Zoerabisjvili  | 16 december 2018 | 29 december 2024 |
| 2024       | Micheil Kavelasjvili  | 29 december 2024 |                  |

## Ideologie
Georgische Droom positioneert zichzelf als een centrumlinkse partij, maar is vanaf het ontstaan hierin feitelijk niet heel eenduidig geweest. Dit is gelieerd aan de ontstaansgeschiedenis als brede oppositiebeweging tegen de regering van president Micheil Saakasjvili en zijn Verenigde Nationale Beweging. Zo kon ook de ideologisch diverse coalitie, van cultureel- en christelijk-conservatief tot progressief liberaal, zich in 2012 rond de Georgische Droom partij vormen. Er zijn binnen de partij verschillende politieke stromingen te vinden, waaronder sociaaldemocratie, marktliberalisme, sociaalconservatisme en in toenemende mate illiberalisme, waardoor Georgische Droom als een 'big tent' partij beschouwd kan worden. Ten aanzien van het buitenlands beleid positioneerde de partij zich als voorstander van toenadering tot de NAVO en de Europese Unie. Dit wordt onder ander ingegeven door de grote wens vanuit de bevolking, en daarmee de electorale kansen voor de partij.
Het verkiezingsprogramma van 2020 was gedeeltelijk centrumlinks georiënteerd, met als belangrijkste boodschap een 'effectieve' overheid en 'sociale welvaart'. Het economische deel van het verkiezingsprogramma pleitte voor de handhaving van lage belastingen, een vrije markt, een kleine overheid en minder regelgeving. Daarmee positioneert de regerende partij zich meer als een centristische en deels rechtse partij. Sinds medio 2019 kregen de illiberale krachten binnen de partij steeds meer de overhand, waarbij het de officieel uitgedragen pro-Europese koers feitelijk steeds meer verlaat.

### Standpunten 2020
Een selectie van doelstellingen in het verkiezingsprogramma voor de periode 2020-2024:
- Begrotingstekort terugbrengen naar 3% van het bbp, staatsschuld binnen de 55% van het bbp houden. 200.000 nieuwe banen creëren;
- Harmoniseren wetgeving tot 85% van het Unie-acquis zoals bepaald in het associatie- en vrijhandelsverdrag;
- Uniform tariefbeleid in een universeel gezondheidsprogramma en een leven lang leren in de zorgsector;
- Versterking van de rol van het parlement, ontwikkelen en verbeteren van het systeem van politieke partijen;
- Versterking van het gerechtelijk apparaat en de rol van het openbaar ministerie;
- Vreedzaam herstel van de territoriale integriteit, vreedzame oplossing van het Russisch-Georgische conflict en daartoe contacten met Rusland versterken ten behoeve van de nationale belangen;
- Voorbereiden voor een officiële aanvraag van EU-lidmaatschap in 2024.

### Standpunten 2024
Voor de verkiezingen van 2024 formuleerde Georgische Droom een aantal prioriteiten. De partij stelde ten doel de grondwettelijke meerderheid te verkrijgen (75% van het parlement) in dienst van een aantal inhoudelijke voorstellen. De belangrijkste reden die de partij hiervoor aanvoer was om de Georgische "democratie gezond te maken" door het verbieden van de "collectieve Verenigde Nationale Beweging". De partij verwees hiermee naar alle pro-westerse oppositiepartijen, maar ook NGOs. Andere prioriteiten waren het in de grondwet vastleggen van anti-LGBTI bepalingen.

## Partijleiders

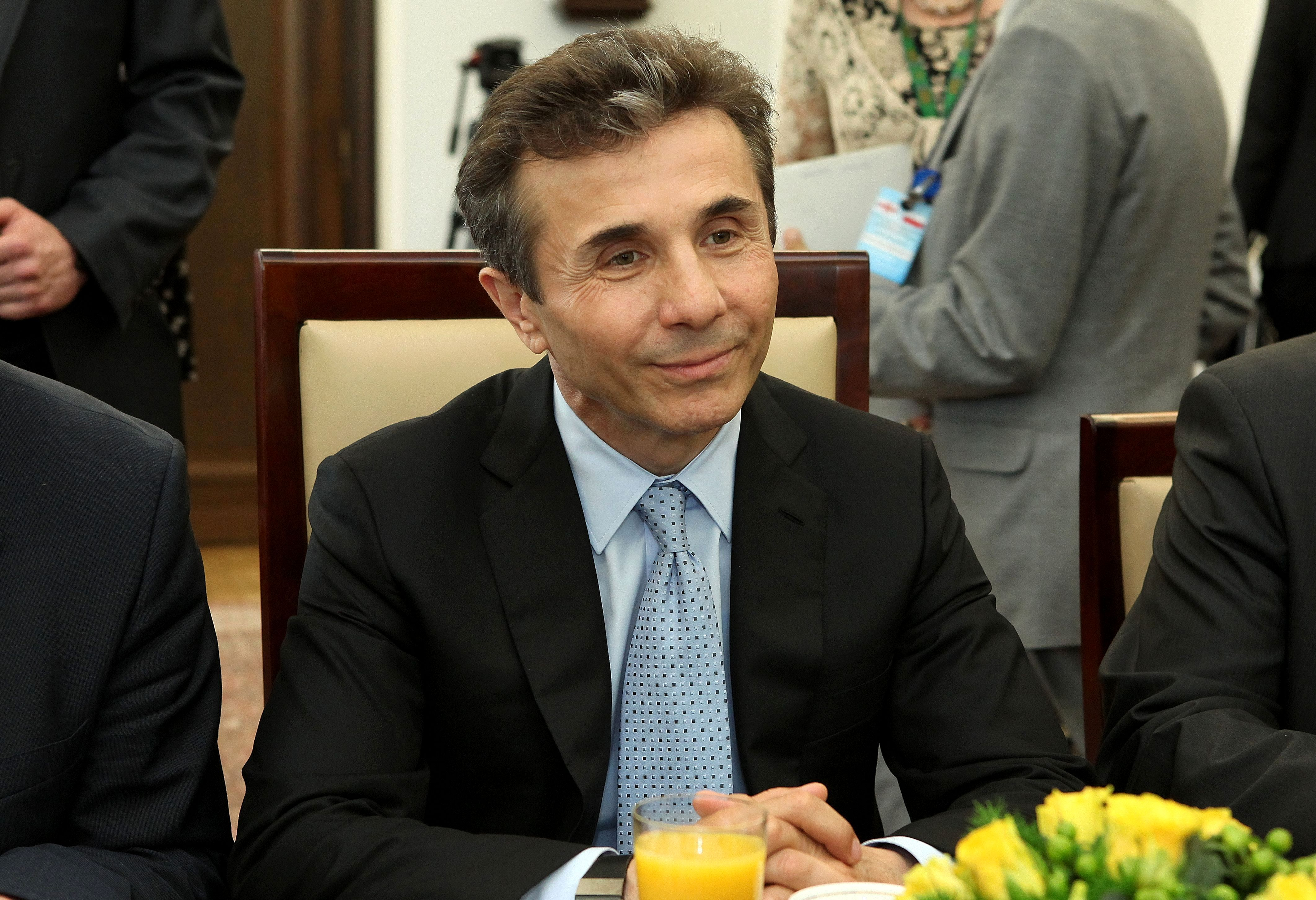
Partij-oprichter, voormalig- en ere-voorzitter Bidzina Ivanisjvili

Partijvoorzitters van Georgische Droom. Manana Kobachidze werd op het oprichtingscongres benoemd tot waarnemend partijvoorzitter tot het Georgische staatsburgerschap van Bidzina Ivanisjvili was hersteld. Dit gebeurde op 16 oktober 2012. Op 30 december 2023 werd Ivanisjvili tot ere-voorzitter van de partij benoemd.
| Nr. | Naam                 | Van              | Tot              | Bron          |
| --- | -------------------- | ---------------- | ---------------- | ------------- |
| 1   | Manana Kobachidze    | 21 april 2012    | 16 oktober 2012  | [ 9 ]         |
| 2   | Bidzina Ivanisjvili  | 16 oktober 2012  | 24 november 2013 | [ 72 ]        |
| 3   | Irakli Garibasjvili  | 24 november 2013 | 24 december 2015 | [ 73 ]        |
| 4   | Giorgi Kvirikasjvili | 14 mei 2016      | 11 mei 2018      | [ 74 ]        |
| 5   | Bidzina Ivanisjvili  | 11 mei 2018      | 16 januari 2021  | [ 75 ]        |
| 6   | Irakli Kobachidze    | 16 januari 2021  | 1 februari 2024  | [ 76 ]        |
| 7   | Irakli Garibasjvili  | 1 februari 2024  | 25 april 2025    | [ 77 ] [ 78 ] |
| 8   | Irakli Kobachidze    | 7 mei 2025       |                  | [ 59 ]        |

## Internationale relaties

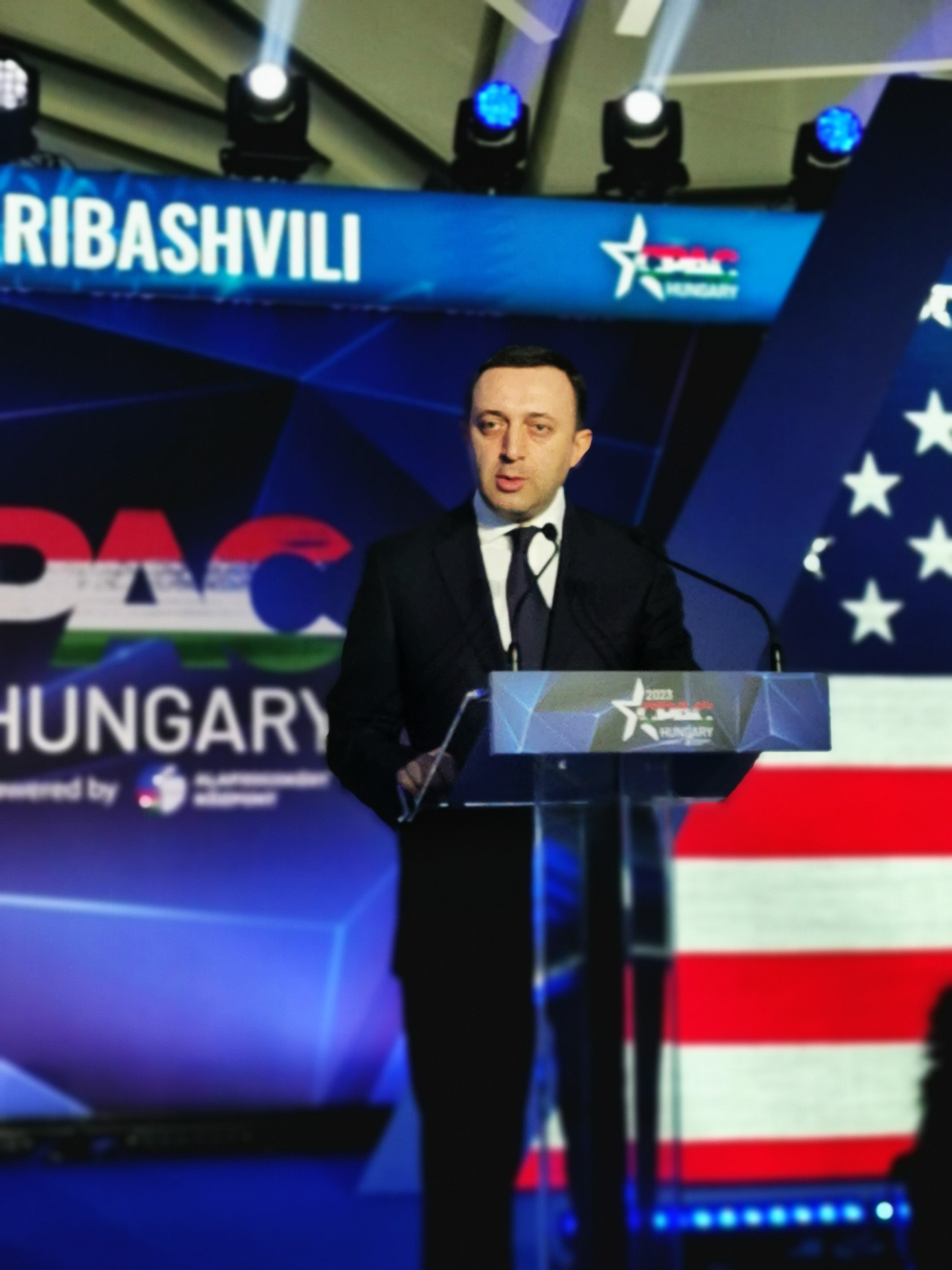
Premier Garibasjvili op de ultraconservatieve CPAC.

Sinds haar oprichting was Georgische Droom aangesloten bij Europese en mondiale sociaaldemocratische koepelorganisaties, maar in 2023 werden de banden verbroken vanwege de ideologische ontwikkeling van de partij in relatie tot de politieke waarden van deze koepelorganisaties. Volgens Georgische politiek analisten heeft de Georgische Droom haar internationale relaties nooit serieus genomen.
Tot 29 juni 2023 was Georgische Droom waarnemend lid van de Partij van Europese Socialisten (PES), de pan-Europese sociaaldemocratische partij, toen het lidmaatschap werd ingetrokken door PES. De laatste druppel voor PES was de toespraak in mei 2023 van premier Irakli Garibasjvili op de conferentie van de uiterst conservatieve Conservative Political Action Conference (CPAC) in Boedapest. PES-vicevoorzitter Kati Piri gaf naar aanleiding hiervan aan dat "de acties van premier Garibashvili onaanvaardbaar zijn en hem volledig buiten de waarden van onze politieke familie plaatsen". Dat kwam bovenop het bredere patroon van onverenigbare posities geuit door leiders van de Georgische Droom. Op mondiaal niveau was Georgische Droom lid van mondiale sociaaldemocratische koepelorganisatie Progressive Alliance. Medio zomer 2023 werd ook deze relatie beëindigd.